# Wieniawa (Lublin)
Wieniawa – dzielnica Lublina, położona bezpośrednio na zachód od lubelskiego Śródmieścia. Dawniej samodzielne miasto. Wieniawa uzyskała lokację miejską w 1768 roku, zdegradowana w 1870 roku. 

## Lokalizacja geomorfologiczna
Historyczna Wieniawa położona jest na prawym zboczu długiego, silnie rozczłonkowanego (niewielkie suche dolinki) dolnego odcinka rzeki Czechówki. Administracyjnie wydzielona dzielnica Wieniawa jest znacznie większa powierzchniowo. Obejmuje także wierzchowinę lessową z rozległym Miasteczkiem Akademickim i zabudowaniami powojskowymi (rejon skrzyżowania al. Racławickich i al. Kraśnickiej) oraz strefę kolejnego długiego stoku opadającego od ww. wierzchowiny do dna suchej doliny, którego osią obecnie przebiega ul. Głęboka.

## Historia
Wieniawa powstała w 1638 roku na gruntach folwarku Lubomelskie. Została założona przez Leszczyńskich, którzy nadali jej nazwę od swojego herbu. Prawa miejskie uzyskała w 1768 roku. Została lokowana przy prawie samych granicach Lublina. Do 1826 stanowiła własność prywatną. Przestała być miastem 13 stycznia 1870 roku, gdy została włączona do gminy Konopnica. W 1916 roku została włączona do Lublina.
Zabudowa Wieniawy miała małomiasteczkowy charakter, była drewniana i skupiona wokół rynku, od którego wychodziły 4 drogi. Trzy z nich łączyły miejscowość z Lublinem – jedna, wybrukowana w 1841, przebiegała w pobliżu obecnej alei Długosza; druga prowadziła jarem poprzez pola dominikańskie, których miejsce zajął w 1837 roku Ogród Saski; przebieg trzeciej częściowo pokrywał się z obecną ul. Leszczyńskiego. Czwarty wlot rynku tworzyła obecna ulica Snopkowska, łącząca Wieniawę z traktem prowadzącym w stronę Snopkowa oraz Kurowa.
Była typowym sztetlem; zamieszkiwali ją biedni żydowscy rzemieślnicy i handlarze. Nie wybudowano tam kościoła. Jedynym obiektem sakralnym, aż do końca XIX w. była synagoga. Wraz z magistratem były to jedyne murowane budynki w Wieniawie. Jej główną ulicą była Lubelska (obecnie ul. Stanisława Leszczyńskiego), którą wybrukowano dopiero w 1907 na wniosek dowództwa carskich oddziałów, stacjonujących w koszarach świętokrzyskich (dzisiaj KUL). Murowane domy zaczęły się pojawiać dopiero przed wybuchem I wojny światowej.
Po 1940, gdy wysiedlono Żydów, hitlerowcy dokonali zatarcia śladów po ich obecności. Zniszczono synagogę i większość domów. Zniknął także, istniejący od XVIII wieku, cmentarz żydowski. Na jego części jeszcze w czasie okupacji wybudowano stadion sportowy. W 1943 Wieniawę ponownie zdewastowano i wysiedlono stamtąd Polaków. Wieniawski rynek i układ ulic zostały zatarte przez nowsze budownictwo. 
Z Wieniawy pochodzili przodkowie Henryka i Józefa Wieniawskich, stąd nazwisko.
Wieniawa ponownie uzyskała status dzielnicy administracyjnej 23 lutego 2006 roku, kiedy to Rada Miasta Lublin podjęła uchwałę o zniesieniu osiedla Wieniawa i utworzeniu dzielnicy.

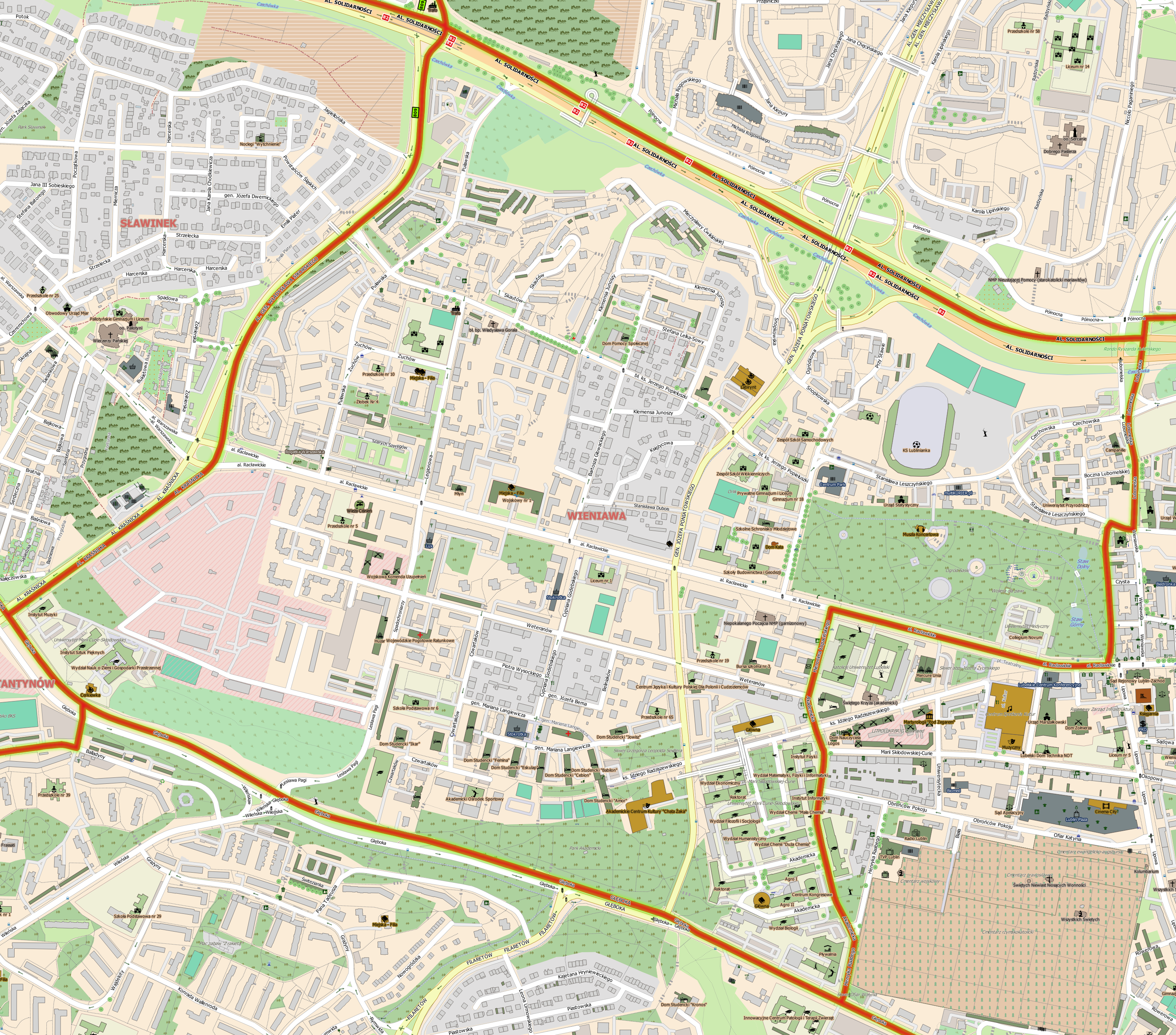
Plan dzielnicy

## Administracja
Dzisiejsze granice administracyjne określa statut dzielnicy uchwalony 19 lutego 2009. Granice Wieniawy tworzą: od północy al. Solidarności, od wschodu ul. Lubomelska – wschodnia granica Ogrodu Saskiego – al. Racławickie – ul. Łopacińskiego – ul. Akademicka, od południa ul. Głęboka, a od zachodu al. Kraśnicka – al. Sikorskiego.
Powierzchnia dzielnicy wynosi 2,2 km². Według stanu na 30 czerwca 2018 na pobyt stały na Wieniawie były zarejestrowane 11 823 osoby.